# Magdalena Niemczyk
Magdalena Niemczyk (* 25. März 2003) ist eine polnische Leichtathletin, die sich auf den Sprint spezialisiert hat.

## Sportliche Laufbahn
Erste internationale Erfahrungen sammelte Magdalena Niemczyk im Jahr 2021, als sie bei den U20-Europameisterschaften in Tallinn mit 11,81 s im Halbfinale im 100-Meter-Lauf ausschied und mit der polnischen 4-mal-100-Meter-Staffel in 44,79 s die Bronzemedaille gewann. Anschließend schied sie bei den U20-Weltmeisterschaften in Nairobi mit 12,10 s im Semifinale über 100 Meter aus und belegte mit der Staffel in 44,31 s den vierten Platz. Im Jahr darauf schied sie bei den U20-Weltmeisterschaften in Cali mit 23,59 s im Halbfinale im 200-Meter-Lauf aus und verpasste mit der Staffel mit 45,14 s den Finaleinzug. 2024 nahm sie mit der Staffel an den Olympischen Sommerspielen in Paris teil und schied dort mit 42,86 s im Vorlauf aus. Bei den World Athletics Relays 2025 in Guangzhou sicherte sie der 4-mal-100-Meter-Staffel einen Startplatz bei den Weltmeisterschaften in Tokio. Ende Juni wurde sie bei der 1. Liga der Team-Europameisterschaft in Madrid in 23,04 s Fünfte im B-Lauf über 200 Meter und wurde mit der Staffel in 42,85 s Fünfte im A-Lauf. Anschließend belegte sie bei den U23-Europameisterschaften in Bergen in 23,29 s den siebten Platz über 200 Meter und wurde mit der Staffel im Finale disqualifiziert. 
2025 wurde Niemczyk polnische Hallenmeisterin im 200-Meter-Lauf.

## Persönliche Bestzeiten
- 100 Meter: 11,33 s (+1,0 m/s), 1. Juni 2025 in Stalowa Wola
  - 60 Meter (Halle): 7,29 s, 28. Januar 2023 in Rzeszów
- 200 Meter: 23,01 s (+1,1 m/s), 15. Juni 2025 in Gliwice
  - 200 Meter (Halle): 23,12 s, 8. Februar 2025 in Rzeszów